# Holothuria hilla
Holothuria hilla is een zeekomkommer uit de familie Holothuriidae.
De wetenschappelijke naam van de soort werd in 1830 gepubliceerd door R.P. Lesson.